# Gruta dos Túmulos
A Gruta dos Túmulos é uma gruta portuguesa localizada na freguesia das Bandeiras, concelho da Madalena do Pico, ilha do Pico, arquipélago dos Açores.
Esta cavidade apresenta uma geomorfologia de origem vulcânica em forma de tubo de lava localizado em campo de lava. Apresenta um comprimento de 109 m. por uma altura máxima de 1.2 m. e por uma largura também máxima de 2.5 m. Esta formação geológica encontra-se dentro da Paisagem Protegida de Interesse Regional da Cultura da Vinha da Ilha do Pico, das Bandeiras.

## Espécies observáveis
- Eidmanella pallida (Araneae, Nesticidae)
- Pholcus phalangioides (Araneae, Pholcidae)